# Четвёртая женевская конвенция
Женевская конвенция о защите гражданского населения во время войны, также известная как четвёртая женевская конвенция — принята 12 августа 1949 года; вступила в силу 21 октября 1950 года.
Как и предыдущие женевские конвенции, действует под эгидой Международного комитета Красного Креста.
В 1993 году Совет Безопасности ООН включил конвенцию в состав норм обычного международного права, что сделало её обязательной для исполнения не только для стран-подписантов, но всех других стран, вовлечённых в военные конфликты.

## История
Предтечей Четвёртой конвенции были предыдущие женевские конвенции, а также Конвенция о законах и обычаях сухопутной войны, принятая на созванной по инициативе России Второй Гаагской конференции мира. Она утвердила такие важнейшие принципы, как разграничение комбатантов и некомбатантов, зафиксировала право населения на вооружённое сопротивление (партизанскую войну), регламентировала права военнопленных. В конвенции были оговорены запреты на использование оружия и веществ, причиняющих излишние страдания, на убийство военнопленных. Запрещалось объявлять, что никому не будет пощады, грабить и конфисковывать медицинские учреждения. В ходе последовавших двух мировых войн эта Гаагская конвенция применялась не всегда и не в полной мере, однако во многих случаях помогла предотвратить излишнюю жестокость и жертвы.

## Принципы
Конференция выработала соглашение в результате заседания, проходившего в Женеве с 21 апреля по 12 августа 1949 года. Конвенция составлена на французском и английском языках. Оба текста являются одинаково аутентичными. Федеральный совет Швейцарии обеспечивает официальные переводы конвенции на русский и испанский языки.
- Женевские конвенции требуют от сторон, участвующих в конфликте, проводить различие между гражданским населением и непосредственными участниками военных действий (комбатантами) с целью обеспечения защиты гражданского населения и гражданских объектов. Запрещены нападения как на гражданское население в целом, так и на отдельных мирных граждан.
- Нападения должны быть направлены только против военных объектов. Лица, которые не принимают или прекратили принимать участие в боевых действиях (включая военнопленных), имеют право на уважение их жизни, а также физической и психической неприкосновенности. Таким людям должна быть обеспечена защита и гуманное обращение при всех обстоятельствах без какой бы то ни было дискриминации.
- Запрещено убивать или наносить ранения противнику, который сдался в плен или не может более принимать участия в боевых действиях.
- Запрещено также применять оружие или методы ведения боевых действий, способные вызвать ненужные потери или излишние страдания.
- Раненым и больным необходимо оказать медицинскую помощь, независимо от того, к какой стороне в конфликте они принадлежат. Необходимо обеспечить защиту медицинского персонала и медицинских учреждений, а также их транспорта и оборудования.
- Эмблема красного креста или красного полумесяца на белом фоне является знаком этой защиты. Лица и объекты, использующие эмблемы красного креста и красного полумесяца, не могут подвергаться нападению. В то же время, запрещено использовать эмблему для прикрытия действий вооружённого характера. (ст. 19 Конвенции I)
- Взятые в плен участники военных действий и интернированные гражданские лица, находящиеся во власти противника, имеют право на сохранение жизни, уважение их достоинства, личных прав и убеждений (политических, религиозных и иных). Они должны быть защищены от любых насильственных действий и репрессалий. Они имеют право на переписку со своими семьями и на получение помощи. Каждому человеку должны быть предоставлены основные судебные гарантии.

### Объявление войны
Положения конвенции должны соблюдаться сторонами вооруженных конфликтов, вне зависимости от формального объявления войны какой-либо из сторон или обеими сторонами:

Помимо постановлений, которые должны вступить в силу еще в мирное время, настоящая Конвенция будет применяться в случае объявленной войны или всякого другого вооруженного конфликта, возникающего между двумя или несколькими Высокими Договаривающимися Сторонами, даже в том случае, если одна из них не признает состояния войны.— Женевская конвенция от 12 августа 1949 года о защите гражданского населения во время войны. Раздел I. Общие положения. Статья 2

## Варианты
Окончательный вариант Женевских конвенций был принят в 1949 г. Последующие вооружённые конфликты (национально-освободительные войны в 1970-е годы) показали необходимость расширения правовых норм, применимых к боевым действиям. Это повлекло за собой принятие в 1977 году двух Дополнительных протоколов к Женевским конвенциям.
В 2005 году был принят третий Дополнительный протокол, который учредил дополнительную эмблему, красный кристалл. Эта эмблема может использоваться вместе с красным крестом и красным полумесяцем или самостоятельно.
Гуманные принципы этих, а также предыдущих соглашений, тем не менее, часто игнорируются на практике. По оценкам специалистов, во время Первой мировой войны число жертв среди мирного населения составляло около 10 процентов, во время Второй мировой войны — около 50 процентов, а в настоящее время число жертв среди мирного населения во время военных конфликтов нередко составляет около 90 процентов всех жертв.